# Pietro Speciale
Pietro Speciale, né le 29 septembre 1876 et mort le 9 novembre 1945, était un escrimeur italien.
Après avoir participé sans succès aux Jeux olympiques d'été de 1908 à Londres, Speciale a été sacré vice-champion olympique du fleuret aux Jeux olympiques d'été de 1912 derrière son compatriote Nedo Nadi. Après la Première Guerre mondiale, il participait encore, à 43 ans, aux Jeux olympiques d'été de 1920 où il devenait champion olympique dans la compétition du fleuret par équipe. Individuellement, il parvenait à se qualifier pour la finale du fleuret mais se classait à la dernière place parmi les douze finalistes

## Palmarès

### Jeux olympiques d'été
- Jeux olympiques de 1908 à Londres ( Angleterre) 
  - éliminé au second tour à l'épée individuel
- Jeux olympiques de 1912 à Stockholm ( Suède) 
  -  Médaille d'argent au fleuret individuel
- Jeux olympiques de 1920 à Anvers ( Belgique) 
  - 12e au fleuret individuel
  -  Médaille d'or au fleuret par équipe